# Taufbecken (Haimps)

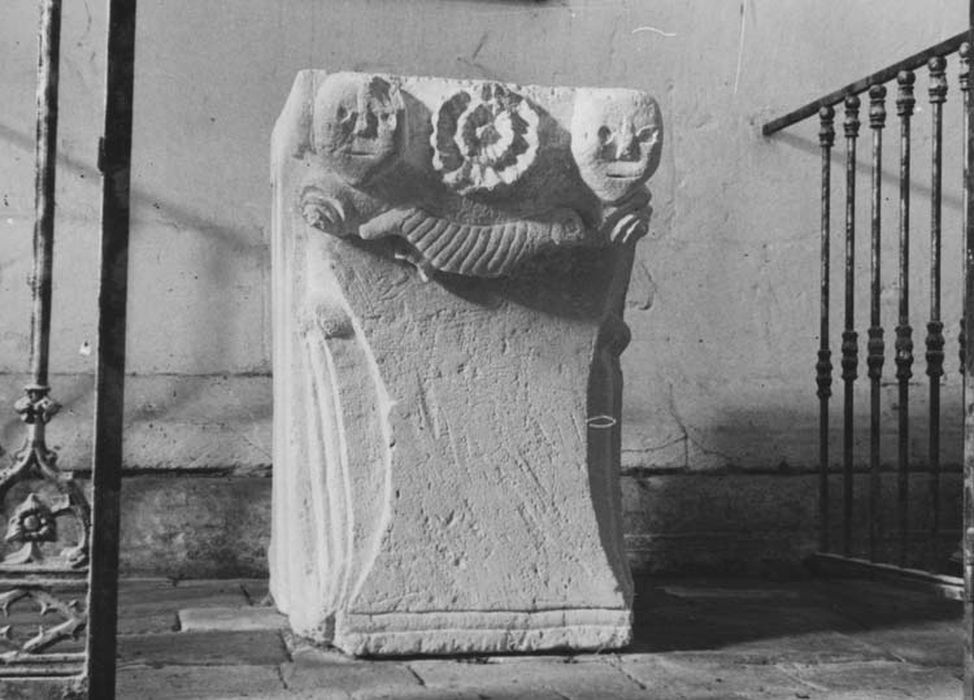
Taufbecken in Haimps

Das Taufbecken in der Kirche St-Symphorien in Haimps, einer französischen Gemeinde im Département Charente-Maritime der Region Nouvelle-Aquitaine, wurde vermutlich im 17. Jahrhundert geschaffen. Im Jahr 1983 wurde das Taufbecken als Monument historique in die Liste der geschützten Objekte (Base Palissy) in Frankreich aufgenommen.
Das Taufbecken, das aus einem Steinblock geschaffen wurde, hat an der Außenseite skulptierte Menschenköpfe und Blüten als Ausschmückung.